# Tejido de felicidad
Tejido de felicidad es el segundo álbum de la banda española de indie rock Chucho.
Fue publicado en 1999 por la discográfica independiente Chewaka y tuvo una excelente acogida por parte de la crítica especializada, llegando a aparecer como número 1 en la lista de mejores discos nacionales publicada por la publicación de referencia Mondosonoro.
Fue incluido por la revista Rockdelux en su lista de los 100 mejores discos españoles del siglo XX.

## Lista de canciones
1. Cirujano patafísico.
2. Hamorambre.
3. Magic.
4. El mundo en un segundo.
5. Revolución (El nuevo ataque del amor).
6. Mare Nostrum.
7. Erección del alma.
8. Alicia Rompecuellos.
9. Aguacero al infinito.
10. Mi vida con fiebre.
11. Una foto tuya.
12. Una nueva vida.
13. Perruzo.